# Gijs de Vries
Gijs de Vries. (Nueva York, 22 de febrero de 1956). Político de los Países Bajos de nacionalidad alemana.
Licenciado en Ciencias Políticas y Relaciones Internacionales por la Universidad de Leiden en 1981, se formó también en política internacional en la Universidad de Georgetown. Fue Diputado al Parlamento Europeo desde 1984 a 1998. Ministro del Interior de Holanda de 1998 a 2002. Coordinador de la política antiterrorista de la Unión Europea desde 2004, compareció en la Comisión de investigación de los atentados del 11 de marzo de 2004 en Madrid.
Declarado enemigo de la Ley de Partidos y de ciertas políticas antiterroristas de España en el País Vasco.
- Datos: Q364313